# Julio Pane
Julio Pane (* 30. November 1947 in Buenos Aires; † 12. Juni 2024 ebenda) war ein argentinischer Bandoneon-Spieler.

## Leben
Pane erlernte das Bandoneonspiel bei seinem Vater und einem Onkel und trat als Dreizehnjähriger mit seinem Vater bei den Karnevalsfeiern in Buenos Aires auf. Er studierte dann bei Julio Ahumada, mit dem er von 1965 bis 1969 zusammen auftrat.
1969 holte ihn Edmundo Rivero in seine Gruppe El Viejo Almacén, wo er den erkrankten Bandoneonspieler Ciriaco Ortiz ersetzte. In den folgenden Jahren trat er in Buenos Aires mit Musikern wie Enrique Francini, Osvaldo Manzi, Armando Pontier, Atilio Stampone, Héctor Stamponi, Miguel Caló, José Basso, Leopoldo Federico und Osvaldo Tarantino auf.
1983 wurde Pane Bandoneon-Solist des Orquesta del Tango de la Ciudadde Buenos Aires unter Leitung von Carlos García und Raúl Garello. 1989 wurde er Mitglied von Astor Piazzollas Sextett und reiste mit ihm durch Kanada und die USA. Nach dem Tod Piazzollas trat er 1992 als Solist mit dem Sinfonieorchester von Toulouse und der Dresdner Philharmonie – beide Male unter Leitung von Raúl Garello – auf.
1995 nahm er mit Daniel Piazzolla, dem Sohn Astor Piazzollas, das Album Piazzolla x Piazzolla auf. Mit diesem sowie Gary Burton und Chick Corea trat er 1997 in dem Programm Astortango zum Gedenken Piazzollas auf. Zur gleichen Zeit gründete er ein Trio mit dem Pianisten Nicolás Ledesma und dem Bassisten Enrique Guerra. Dessen erstes Album A Las Orquestas wurde 2000 veröffentlicht. Neben den zahlreichen Konzertreisen mit seinem Trio trat er u. a. mit dem Orquesta Estable del Teatro Colón, dem Orquesta Sinfónica Nacional und dem Orquesta Sinfónica de Córdoba auf. Mit dem Sinfónica de Mendoza führte er Horacio Salgáns Oratorio Carlos Gardel unter Leitung des Komponisten auf. 2005 wirkte er in Arne Birkenstocks Film 12 Tangos – Adios Buenos Aires mit.
Panes Album Un placer wurde für einen Premio Carlos Gardel nominiert. Ab 2003 war er Mitglied in der Jury der Premios Clarín. Mit Leopoldo Federico, Rodolfo Mederos, Osvaldo Piro, Ernesto Baffa, Walter Ríos und anderen gehörte er der Selección Nacional de Tango an. Zu Panes Schülern zählen u. a. Marcelo Nisinman, Gustavo Toker, Pablo Mainetti und Mariano Signa.

## Diskographie
- Piazzolla x Piazzolla (mit Daniel Piazzolla), 1995
- A las orquestas, 2000
- Un placer (mit Juan José Domínguez), 2003